# Thymoites pictipes
Thymoites pictipes là một loài nhện trong họ Theridiidae.
Loài này thuộc chi Thymoites. Thymoites pictipes được Richard C. Banks miêu tả năm 1904.